# Dedric Lawson
Dedric Lawson (ur. 1 października 1997 w Memphis) – amerykański koszykarz, występujący na pozycji silnego skrzydłowego.   
W 2014 zdobył srebrny medal, podczas turnieju Adidas Nations oraz brąz, podczas Nike Global Challenge. 
W 2015 wystąpił w kilku spotkaniach gwiazd amerykańskich szkół średnich – McDonald’s All-American, Jordan Classic, Derby Classic. Został też wybrany najlepszym zawodnikiem stanu szkół średnich stanu Tennessee (Tennessee Gatorade Player of the Year, Tennessee Mr. Basketball), zaliczono go również do I składu Parade All-American.
W 2016 wziął udział w turnieju Adidas Nations Counselors.
W 2019 reprezentował Golden State Warriors, podczas letniej ligi NBA w Las Vegas i Sacramento.
14 października 2019 został zwolniony przez San Antonio Spurs.

## Osiągnięcia
Stan na 15 października 2019, na podstawie, o ile nie zaznaczono inaczej.
NCAA
- Uczestnik turnieju NCAA (2019)
- Najlepszy:
  - pierwszoroczny zawodnik konferencji American Athletic (AAC – 2016)
  - nowo-przybyły zawodnik Big 12 (2019)
- Most Outstanding Player (MOP=MVP) turnieju NIT Season Tip-Off (2019)
- Zaliczony do:
  - I składu:
    - Big 12 (2019)
    - najlepszych:
      - nowo-przybyłych zawodników Big 12 (2019)
      - pierwszorocznych zawodników:
        - NCAA (2016 przez CollegeInsider.com)
        - AAC (2016)

    - AAC (2017)
    - turnieju:
      - AAC (2016)
      - Big 12 (2019)
      - NIT Season Tip-Off (2019)

  - II składu:
    - All-American (2019 przez Sporting News)
    - AAC (2016)

  - III składu All-American (2019 przez Associated Press, NABC, USBWA)
- Zawodnik tygodnia:
  - AAC (12.12.2016, 19.12.2016)
  - Big 12 (26.12.2018)